# Ивановский (Татарстан)
Ивановский — посёлок в Алексеевском районе Татарстана. Входит в состав Бутлеровского сельского поселения.

## География
Находится в западной части Татарстана на расстоянии приблизительно 11 км по прямой на западо-юго-запад от районного центра Алексеевское на берегу Куйбышевского водохранилища.

## История
Основан в 1910-х годах.

## Население
Постоянных жителей было: в 1920 — 84, в 1926 — 85, в 1938 — 128, в 1949 — 128, в 1958 — 136, в 1970 — 156, в 1979 — 107, в 1989 — 71, в 2002 — 85 (русские 52 %, чуваши 40 %), 77 — в 2010.